# فوتو دي إن ايه
فوتو دي إن ايه (بالإنجليزية: PhotoDNA)‏ تقنية طورتها مايكروسوفت تعمل على تحليل الصور وإيجاد دالة تجزئة (هاش) لها لمقارنتها مع صور أخرى مشابهة. هدف التقنية بالأساس اكتشاف صور الأطفال الإباحية، وتستخدم التقنية حاليا في كل من بنغ، وفيس بوك، وتويتر، كما أنها تعمل على ون درايف للتخزين السحابي المقدم من مايكروسوفت. التقنية تقاوم بعض التعديلات التي تجري على الصور المتشابهة وتكتشفها.